# Sea of Thieves
Sea of Thieves je akční adventura z roku 2018, kterou vytvořilo britské studio Rare a vydala společnost Xbox Game Studios. Hráč se ujímá role piráta, jenž absolvuje plavby pro různé obchodních společností. V režimu pro více hráčů prozkoumávají hráči otevřený svět s pirátskou lodí z pohledu první osoby. Během svých cest se ostatní posádky často setkávají, uzavírají spojenectví nebo se pouštějí do soubojů mezi sebou.
Vývoj hry Sea of Thieves začal v roce 2014, kdy studio Rare hledalo inspiraci ve hrách jako EVE Online (2003), DayZ (2018) a Rust (2018). Původně vývojáři zvažovali různá témata, například prostředí plné upírů nebo dinosaurů, ale nakonec se rozhodli pro pirátskou tematiku, která čerpala inspiraci ze známých filmů jako Piráti z Karibiku nebo snímku Rošťáci (1985).
Oficiální vydání proběhlo v březnu 2018 pro Windows a Xbox One. Zároveň se hra stala jedním z prvních velkých titulů, které byly k dispozici pro předplatitele služby Xbox Game Pass, která v tu dobu byla na trhu necelý rok. V reakci na recenze, které byly velmi smíšené, začalo studio pravidelně vydávat bezplatné aktualizace, které postupně přidávaly nový obsah, rozšiřovaly hratelnost a reagovaly tak na zpětnou vazbu od hráčů. Tyto změny výrazně zlepšily vnímání hry nejen mezi hráči, ale i mezi kritiky a hra se tak stala velice oblíbenou.
Z komerčního hlediska se Sea of Thieves stala obrovským úspěchem. Stala se nejúspěšnější původní značkou společnosti Microsoft v osmé generaci konzolí a do dubna 2024 přilákala více než 40 milionů hráčů. Dne 13. března 2024 vyšla vylepšená verze hry pro Xbox Series X/S, která přinesla lepší grafiku, rychlejší načítání a další technická vylepšení přizpůsobená nové generaci konzolí. O něco později, 30. dubna 2024, se hra Sea of Thieves objevila i na platformě PlayStation 5, čímž se stala prvním titulem od studia Rare dostupným na konzoli PlayStation.

## Hratelnost
Sea of Thieves je akční adventura hraná z pohledu první osoby. Na začátku hry si hráč vybere procedurálně generovaného avatara a vydá se na plavby oceánem, kde plní úkoly pro obchodní společnosti, aby získal kořist, kterou pak může prodat a postoupit ve svém vývoji. Hra se odehrává ve sdíleném světě, což znamená, že se skupiny hráčů budou během svých dobrodružství navzájem potkávat.